# Comitato di Szeben
Il comitato di Szeben (in ungherese Szeben vármegye, in romeno Comitatul Sibiu, in tedesco Komitat Hermannstadt) è stato un antico comitato del Regno d'Ungheria, situato nell'attuale Romania centrale, in Transilvania. Capitale del comitato era la città di Nagyszeben, oggi nota col nome romeno di Sibiu.
Il comitato di Szeben confinava col Regno di Romania e con gli altri comitati di Hunyad, Alba inferiore, Nagy-Küküllő e Fogaras. Geograficamente era attraversato dal fiume Olt e delimitato a sud dalla catena dei Carpazi.

## Storia
Il comitato venne formato nel corso della riforma amministrativa della Transilvania del 1876 e rimase ungherese finché il Trattato del Trianon (1920) non lo assegnò alla Romania.
Il suo territorio fa oggi parte dei distretti romeni di Sibiu e Alba.